# Cimarron Hills
Cimarron Hills és una concentració de població designada pel cens dels Estats Units a l'estat de Colorado. Segons el cens del 2000 tenia 15.194 habitants.

## Demografia
Segons el cens del 2000, Cimarron Hills tenia 15.194 habitants, 5.382 habitatges, i 4.031 famílies. La densitat de població era de 961,7 habitants per km².
Dels 5.382 habitatges en un 44,9% hi vivien nens de menys de 18 anys, en un 57,5% hi vivien parelles casades, en un 12,7% dones solteres, i en un 25,1% no eren unitats familiars. En el 17,6% dels habitatges hi vivien persones soles el 2,8% de les quals corresponia a persones de 65 anys o més que vivien soles. El nombre mitjà de persones vivint en cada habitatge era de 2,82 i el nombre mitjà de persones que vivien en cada família era de 3,2.
Per edats la població es repartia de la següent manera: un 31,6% tenia menys de 18 anys, un 9,6% entre 18 i 24, un 38,2% entre 25 i 44, un 16% de 45 a 60 i un 4,6% 65 anys o més.
L'edat mediana era de 30 anys. Per cada 100 dones de 18 o més anys hi havia 95,7 homes.
La renda mediana per habitatge era de 46.363 $ i la renda mediana per família de 48.091 $. Els homes tenien una renda mediana de 32.228 $ mentre que les dones 25.611 $. La renda per capita de la població era de 17.709 $. Entorn del 6,4% de les famílies i el 8% de la població estaven per davall del llindar de pobresa.

## Poblacions més properes
El següent diagrama mostra les poblacions més properes.